# PubMed
PubMed je tražilica koja primarno pristupa Medlineu, bazi podataka referencija i sažetaka bioznanostvenih i biomedicinskih tema. Nacionalna knjižnica medicine SAD (NLM) i Nacionalni instituti zdravstva održavaju bazu podataka kao dio sustava traženja informacija Entrez.
Od 1971. do 1997., Medlionev internetski pristup prema kompjuteriziranoj bazi podataka MEDLARS bio je primarno preko kapaciteta ustanova kao što su sveučilišne knjižnice. PubMed je proradio siječnja 1996. i uveo je u eru privatnog, besplatnog, kućnog i uredskog pretraživanja Medlinea. Sustav PubMed ponuđen je javnosti na besplatni pristup, kad je dopredsjednik Al Gore u ceremoniji demonstrirao pretraživanje Medlinea preko mreže.
PubMed nije isto što i PubMed Central. To su dva servisa koja su vrlo različita u svojoj biti.